# Mosca-do-pombo
Pseudolynchia canariensis, comummente conhecida como mosca-do-pombo, é uma mosca da família dos hipoboscídeos, cosmopolita, de corpo achatado e coloração acastanhada, ectoparasita de aves domésticas.
Possuem esse nome, pois costumam viver na plumagem dos pombos urbanos. 

## Nomes comuns
Além de «mosca-do-pombo», também são conhecidas como alma-de-pombo e avissuga (não confundir com outras espécies de dípteros hematófagos, parasitas de aves, que também dão por este nome).

## Descrição
Mosca picadora, 10 a 13mm; Cabeça esférica, Olhos  pequenos, ocelos ausentes, pernas anteriores e médias curtas
Largamente distribuída, ataca mais de 30 espécies de aves, observada no pombo doméstico; fêmeas larvíparas; moscas são rápidas e esconde-se embaixo das penas das aves
Anemia, aves irritadas, mortalidade em pombos jovens; transmite Haemoporoteus columbae (hematozoário).
O tratamento consiste na utilização de repelentes - pouca eficácia; remoção manual das moscas; inspeção periódica. Como medidas de controlo: não permitir acesso das aves de vida livre.
Ataca os seres humanos com rapidez, tem comportamento agressivo; os humanos podem se retrair mas ela continua a persegui-los, é claro, quando vistos pelo inseto.